# Massacre de Bagbati
Bagbati massacre (em bengali:  বাগবাটি গণহত্যা) refere-se ao assassinato de mais de 200 hindus bengalis desarmados pelo Al Badar, Exército do Paquistão, Razakars e Comitê de Paz, na subdivisão Bagbati Union of Sirajganj, no antigo distrito da grande Pabna, em maio de 1971.  Após o massacre, os corpos foram enterrados ou jogados em poços.

## Antecedentes
Bagbati Union estava situado a 14 km a noroeste da sede da subdivisão de Sirajganj. Está agora sob Sirajganj Sadar Upazila do distrito de Sirajganj. Quando o Exército do Paquistão lançou a Operação Searchlight e se mudou para Sirajganj, centenas de bengalis de Sirajganj e arredores se refugiaram nas aldeias de Bagbati, Harinagopal, Pipulberia e Dhaldob sob a União Bagbati. Um dia antes do massacre, uma reunião foi realizada na Escola Ghorachara entre os Razakars e o Comitê de Paz. Na reunião foi decidido que mais de 500 pessoas de Bagbati, Haringopal e Alokdia seriam eliminadas.

## Assassinatos
Na madrugada de 27 de maio, em uma operação conjunta, o exército paquistanês, Al Badr, Razakars e o Comitê de Paz, cercaram as aldeias. Os Al Badrs abriram fogo indiscriminadamente e mataram mais de duzentas pessoas, a maioria hindus bengalis. Numerosas residências foram saqueadas em chamas pelo Al Badr, Razakars e pelo Comitê de Paz. Soldados do Exército do Paquistão estupraram as mulheres. Dias após o massacre, os sobreviventes despejaram os cadáveres nos poços das casas desertas dos antigos proprietários de Bagbati e Dhaldob.

## Comemoração
As vítimas do massacre são lembradas por meio de serviços memoriais todos os anos. Alguns anos atrás, um pequeno memorial foi construído em um dos poços onde os corpos das vítimas foram jogados, em uma iniciativa conjunta entre a União Bagbati Parishad e os moradores locais. Os moradores exigiram a restauração do local de extermínio em massa e das valas comuns.